# Dryana
Dryana is een kevergeslacht uit de familie van de boktorren (Cerambycidae). De wetenschappelijke naam van het geslacht werd voor het eerst geldig gepubliceerd in 1847 door Gistel.

## Soorten
Dryana is monotypisch en omvat slechts de volgende soort:
- Dryana bituberculata Gistel & Bromme, 1848